# Gastronomia de Malawi

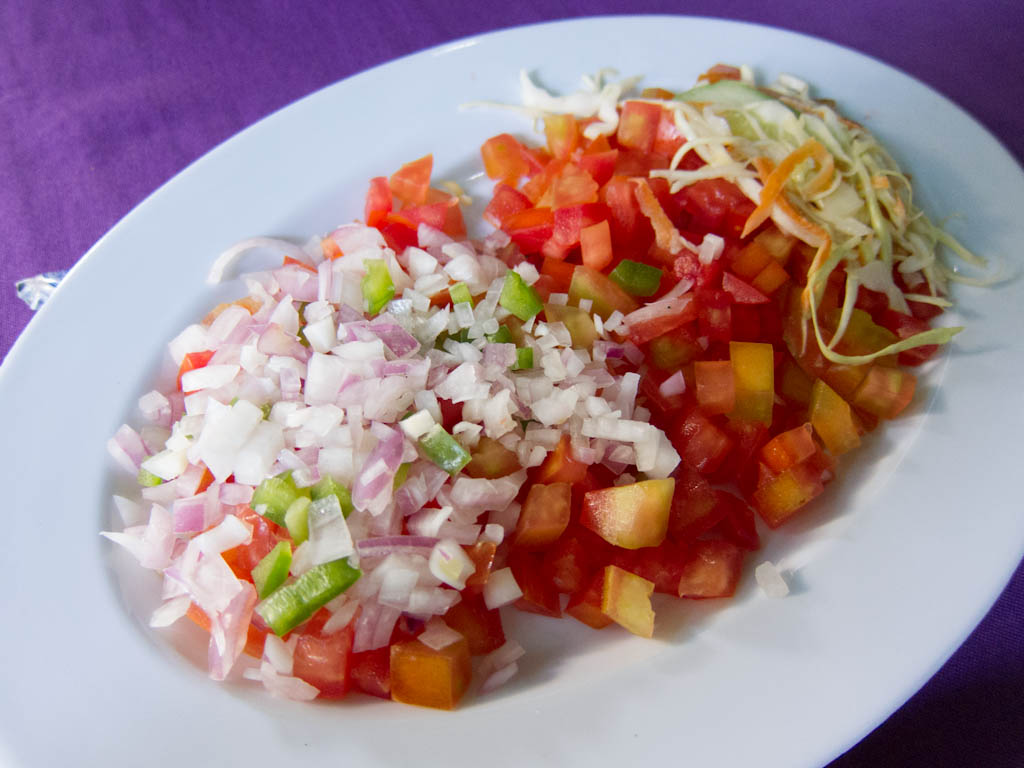
Kachumbari

La gastronomia de Malawi inclou els aliments i les pràctiques culinàries de Malawi. El te i el peix són característiques populars de la cuina del país sud-africà. El sucre, el cafè, el blat de moro, les patates, el sorgo, el bestiar boví i les cabres també són components importants de la seva cuina i l'economia.
El llac Malawi és una font de peixos que inclouen el chambo (semblant a l'orada), l'usipa (semblant a la sardina), la mpasa (semblant al salmó) i el kampango.

## Plats típics
La nsima és un plat bàsic elaborat amb blat de moro mòlt i se serveix amb guarnicions de carn, mongetes i verdures, i que tant es pot menjar per dinar i com per sopar. És considerat el plat nacional de Malawi.
Altres elements tradicionals que podem trobar dins de la gastronomia de Malawi són:
- Kachumbari, un tipus d'amanida de tomàquet i ceba, coneguda localment a Malawi com a sumu o shum o simplement «amanida de tomàquet i ceba».
- Thobwa, una beguda fermentada feta de blat de moro blanc i mill o sorgo.
- Kondowole, elaborat amb farina de mandioca i aigua.[4][5] El podem trobar principalment del nord de Malawi i és un menjar molt enganxós que s'assembla al nsima de Malawi, l'ugali tanzà o el posho d'Uganda. Es cuina principalment a terra per la seva textura, ja que normalment és difícil passar un pal de cuina, ja que es necessita molta força. El kondowole es menja normalment amb peix.
- Futali
- Nthochi, pa de plàtan

Ubicació de Malawi
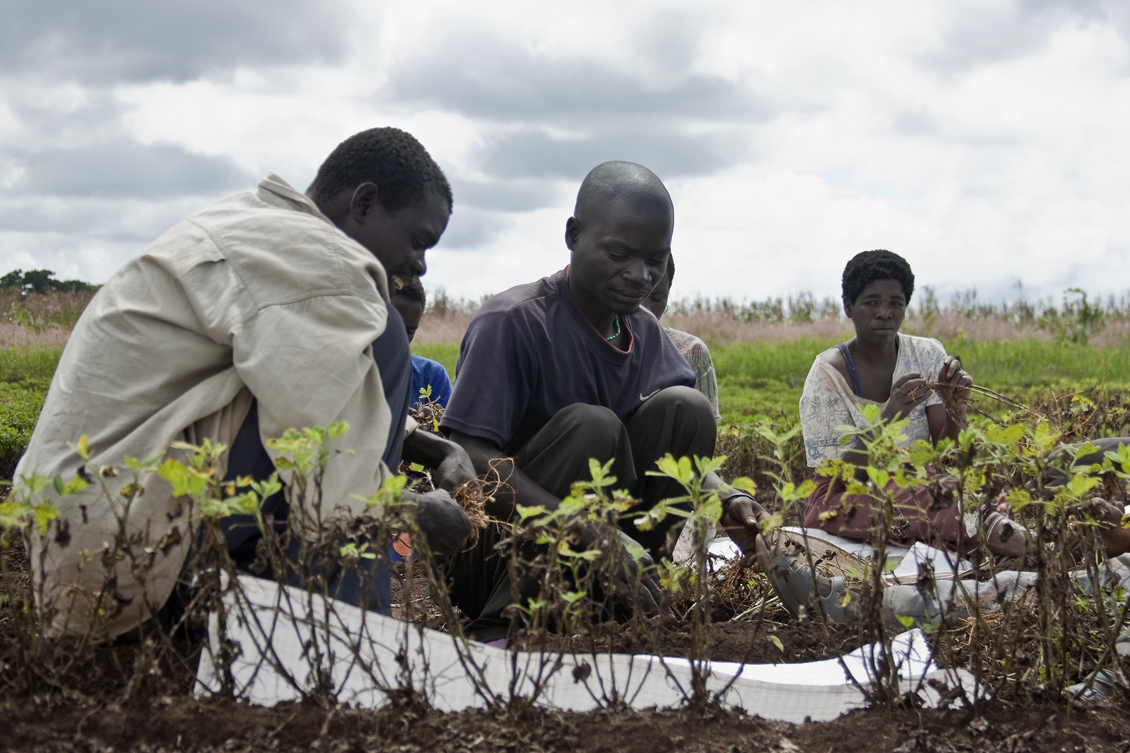
Recollida de cacauets en una estació d'investigació agrícola a Malawi
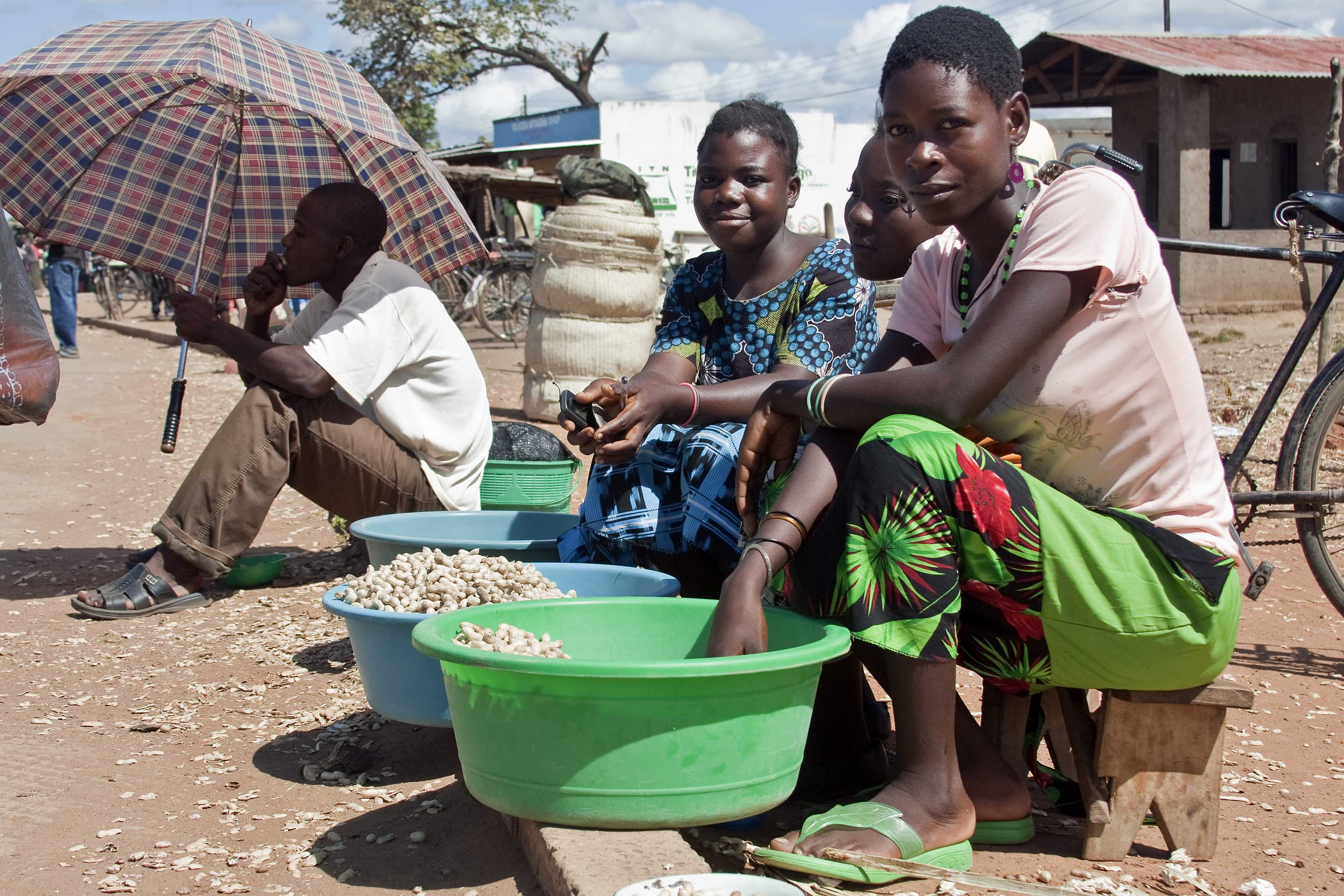
Dones al districte de Salima, Malawi, venent cacauets
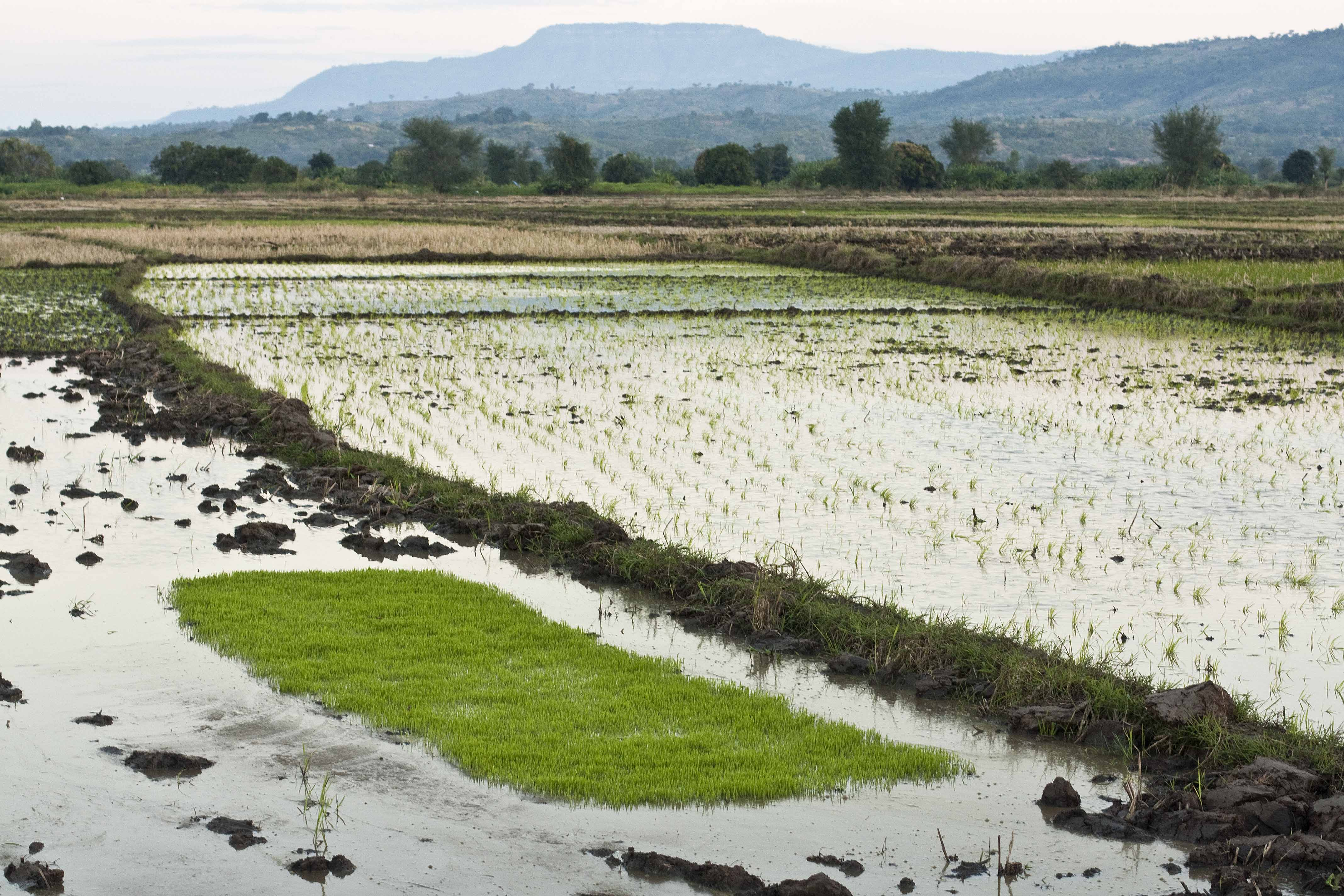
Camps d'arròs a Karonga
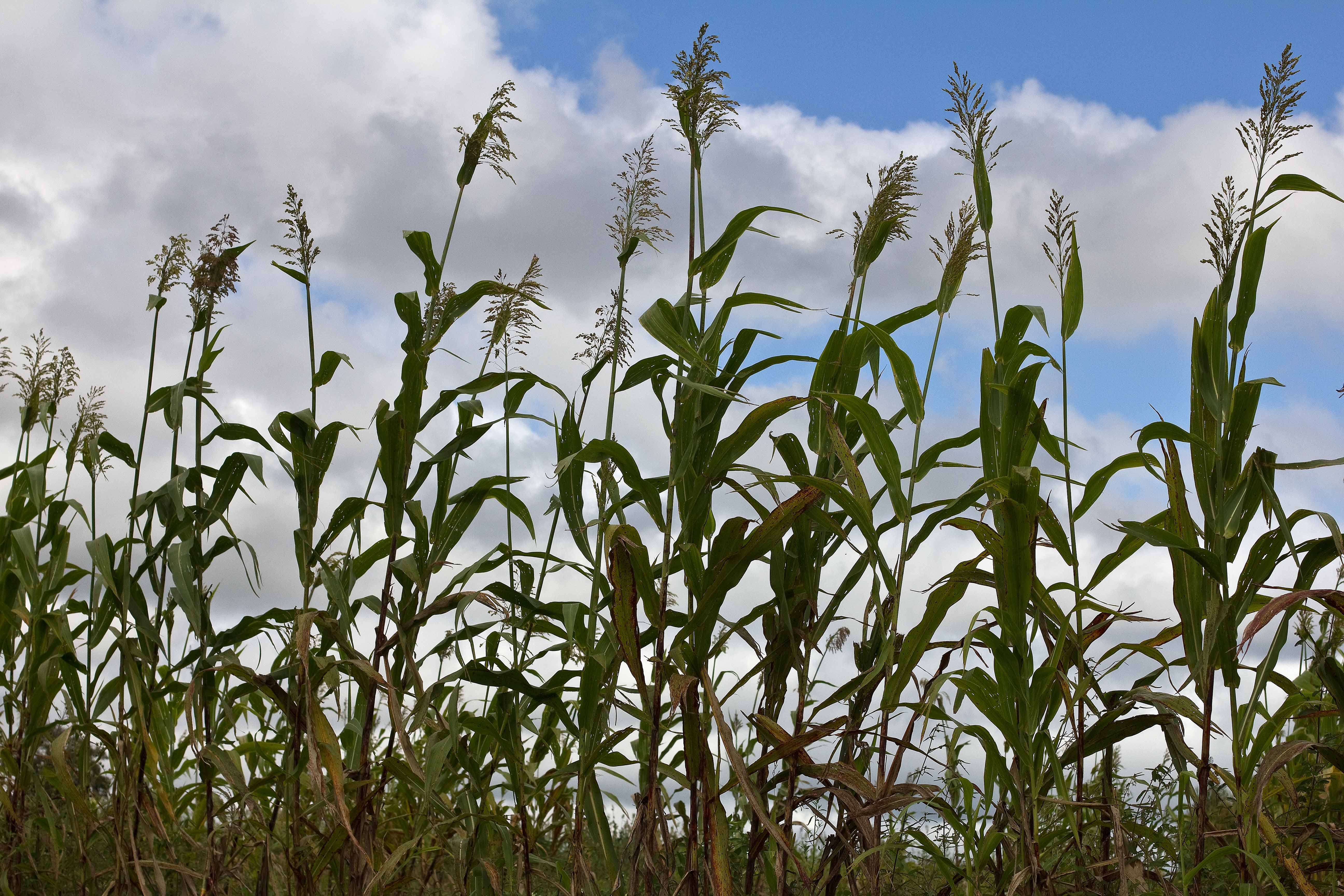
Una varietat local de sorgode Malawi

## Peix
Els peixos a Malawi inclouen utaka, kapenta, kampango, bombe, mlamba, micheni, peix mantega (conegut com batala) i chambo (un famós peix del llac Malawi ), entre d'altres. El chambo (Oreochromis karongae), en destaca pel fet que està inclòs en les llistes d'espècies en perill d'extinció.